# 中国古谱
中国目前保存的古谱相当多，有文字谱，有把文字的简笔作为符号的谱，也有纯粹的符号谱等，涉及的乐器有古琴、琵琶、筝、笛、笙、筚篥、鼓等。

## 鼓谱
“鼓谱”是中国现所知最早的乐谱，也称鲁鼓、薛鼓谱。《礼记·投壶》：“鼓，○□○○○□□○□○○□，半，○□○□○○○□□○□○，鲁鼓，○□○○○□□○□○○□□○□○○□□○，半，○□○○○□□○薛鼓。”汉·郑玄注：“此鲁鼓、薛鼓之节也。圆者击鼙；方者击鼓。”

## 音名谱（中国五声音阶）
直接用宫、商、角、变徵、徵、羽、变宫(相当于现在的do、re、mi、#fa、sol、la、si)来记谱。

## 乐律谱
把黄钟、大吕、太簇、夹钟、姑洗、仲吕、蕤宾、林钟、夷则、南吕、无射、应钟等十二个律名简化为它们的前一字：黄、大、太、夹、姑、仲、蕤、林、夷、南、无、应(相当于现在的do、升do、re、升re、mi、fa、升fa、sol、升sol、la、升la、si)。

## 管色谱
至迟在宋代，有一种以笛、筚篥等管乐器指孔音位符号为谱字的乐谱。与唐代燕乐半字谱有密切关系，约在明清时期形成工尺谱。以：六、凡、工、尺、上、一、四、勾、合、五等字的简笔而形成。现今的“西安鼓乐”谱，比较完整地保留了“管色应指字谱”的特点。这些古乐谱都是研究古代音乐文化的宝贵资料。

## 半字谱
“燕乐半字谱”用语出自宋代人，出于唐代宫廷。现通常认为，半字谱系指俗字谱，是五、凡、工、尺、上、一、四、六、勾、合等10个字的草写的简笔，宋以后活字排版印刷的普及，木刻本的乐谱都用这10个谱字的楷体，故应称工尺谱，而非半字谱。

## 工尺谱
半字谱系指俗字谱，是五、凡、工、尺、上、一、四、六、勾、合等十个字的草写半字或简笔，宋以后，由于活字排版印刷的普及，木刻本的乐谱都用这十个谱字的楷体，故逐渐演变为工尺谱。

## 琵琶谱
现存琵琶古谱有两种记谱方式，一种是“音位谱”，如敦煌琵琶谱；另一种是“音高谱”如桐轩本琵琶谱。

### 唐代琵琶谱

敦煌乐谱符号

1900年，敦煌莫高窟藏经洞的发现，通常称“敦煌乐谱”。这是首次发现的唐代琵琶谱，现藏法国国家图书馆，北京图书馆存有它的缩微卷。
共25首目，因《仁王护国般若波罗密多经》变文抄写于乐谱的背面：“长兴四年中兴殿应圣节讲经文”，故可推断为五代后唐明宗长兴四年(933年)之前的抄本，是迄今所知的最早琵琶谱。
琵琶谱属音位谱，由20个谱字“一乚ク丄ユス七八几十匕丨フてマムレㄐ之ヤ”组成。
1930年代，日本学者林谦三首先获得敦煌乐谱的复印本，并进行了研究和译谱。他解译出琵琶谱的音高，而未解译出节奏。大多数学者确认该谱所采用的三种定弦法已成共识：第1～10首曲的定弦为B-d-g-a(唱名:mi-sol-do'-re')；A-c-e-a(唱名:la-do'-mi'-la')和A-#c-e-a(唱名:do-mi-sol-do')。

## 琴谱

### 简介
琴谱是在古琴演奏指法基础上发展的“音位指法谱”，它地编排了左、右手指法和所弹奏的弦序和徽位于同一个方块字中，既严格地确定和表明了音高，又保持了汉字的书写特点。

### 文字谱
唐代前的“文字谱”是直接用文字来描述古琴上所在音位的音高的乐谱，如《碣石调幽兰》。

### 减字谱
唐代以后的“减字谱”是用字的偏旁来描述某根弦与某个徽位的交点处的音高，如宋代姜白石的《古怨》。

### 合参谱
清代的“合参谱”开始用“音位谱”与“工尺谱”结合来书谱，以便更直观地表达音高，近现代则出现“音位谱”与简谱和五线谱结合的乐谱。

## 其它古谱
除了上述乐谱外，还有“鼓板棒数谱”、“唱赚谱”、“道藏·玉音法事谱”、“魏氏乐谱”等。